# Гъбата – скално образувание
Гъбата – скално образувание е природна забележителност в България. Намира се в землището на село Бенковски, община Кирково.
Обявена е на 7 май 1982 г. с цел опазване на скално образувание. Обхваща площ от 0,02 ha.
Намира се непосредствено край пътя за Златоград, в посока село Добромирци, между селата Дедец и Добромирци, на около 1 km от село Бенковски. Има височина 2 m, а горната част е с диаметър 3 m.
На територията на природната забележителност се забраняват:
- всякакви действия, като нараняване на стъблата, кастрене, чупене на клоните и други, които биха довели до повреждане на дърветата;
- влизането, преминаването и паркирането на моторни превозни средства;
- късането или изкореняването на растенията;
- пашата на домашни животни;
- безпокоенето на диви животни и вземането на техните малки или яйцата им, както и разрушаване на гнездата и леговищата;
- разкриването на кариери, провеждането на минно-геоложки и други дейности, с които се поврежда или изменя както естествения облик на местността, така и на водния и режим;
- извеждането на сечи, освен отгледни и санитарни;
- всякакво строителство, освен в случаите, когато такова е предвидено в устройствения проект на природната забележителност.[1]